# بارباسينا
بارباسينا هي مدينة، وبلدية في البرازيل، تتبع ميناس جرايس، بلغ عدد سكانها 126٬284  نسمة، في 2010، تبلغ مساحتها 759٫186 كيلومتر مربع، رمزها البريدي هو 36200.

## الموقع
تشترك في الحدود مع:
- São João del-Rei [الإنجليزية]‏
- Barroso, Minas Gerais [الإنجليزية]‏
- Antônio Carlos, Minas Gerais [الإنجليزية]‏.

## مدن توأم
المدن التوأم:
- بورلينغتون.